# Mariana McCarthy
Mariana McCarthy (ur. 26 maja 1980) – kubańska lekkoatletka specjalizująca się w skoku o tyczce. Wielokrotna mistrzyni i rekordzistka kraju.

## Rekordy życiowe
- skok o tyczce – 3,75 (1999)